# سپرزداروی آبنوسی
سپرزداروی آبنوسی (نام علمی: Asplenium platyneuron) نام یک گونه از سرده سپرزدارو است.